# Ghost Stories (album Coldplay)
Ghost Stories – szósty album brytyjskiego zespołu Coldplay grającego rock alternatywny. Premiera odbyła się 16 maja 2014 roku.
Za produkcję płyty odpowiadał Paul Epworth we współpracy z Rikiem Simpsonem oraz Danem Greenem, producentami poprzedniego albumu zespołu, Mylo Xyloto. W procesie produkcji albumu udział wzięli: Avicii w utworze „A Sky Full of Stars”, Madeon w „Always in My Head” oraz „O”, Jon Hopkins w „Midnight”, a także Timbaland w „True Love”. Teledyski zostały zrealizowane do utworów „A Sky Full of Stars„ w reżyserii Kate Moross, „Magic” i „True Love” autorstwa Jonasa Åkerlunda oraz „Midnight” wyreżyserowany przez Mary Wigmore.

Ideą Ghost Stories było zadanie pytania czy pozwalasz zdarzeniom z Twojej przeszłości, Twoim duchom na wywarcie wpływu na Twoją teraźniejszość i przyszłość. Był pewien moment w moim życiu, kiedy miałem wrażenie, że zaciągną mnie one na dno i zrujnują moje życie, a także życie ludzi, którzy mnie otaczają. Miałem szczęście, gdy poznałem pewnego nauczyciela Sufi, który przedstawił mi pewien pogląd –  jeśli pogodzisz się ze swoimi doświadczeniami i rzeczami, które cię spotkały, one się przekształcą. W momencie, w którym mi to powiedział nie byłem pewien co to znaczy, ale ufałem, że to pomoże, i gdy coraz więcej się o tym dowiadywałem, tym bardziej muzyka zaczęła na mnie wpływać.

## Lista utworów
Opracowano na podstawie materiału źródłowego.
| 1. | „Always in My Head”                                                     | 3:36  |
|    | - Guy Berryman, Jon Buckland, Will Champion, Chris Martin               |       |
| 2. | „Magic”                                                                 | 4:45  |
|    | - Guy Berryman, Jon Buckland, Will Champion, Chris Martin               |       |
| 3. | „Ink”                                                                   | 3:48  |
|    | - Guy Berryman, Jon Buckland, Will Champion, Chris Martin               |       |
| 4. | „True Love”                                                             | 4:05  |
|    | - Guy Berryman, Jon Buckland, Will Champion, Chris Martin               |       |
| 5. | „Midnight”                                                              | 4:54  |
|    | - Guy Berryman, Jon Buckland, Will Champion, Jon Hopkins, Chris Martin  |       |
| 6. | „Another’s Arms”                                                        | 3:54  |
|    | - Guy Berryman, Jon Buckland, Will Champion, Chris Martin               |       |
| 7. | „Oceans”                                                                | 5:21  |
|    | - Guy Berryman, Jon Buckland, Will Champion, Chris Martin               |       |
| 8. | „A Sky Full of Stars”                                                   | 4:28  |
|    | - Tim Bergling, Guy Berryman, Jon Buckland, Will Champion, Chris Martin |       |
| 9. | „O”                                                                     | 7:46  |
|    | - Guy Berryman, Jon Buckland, Will Champion, Chris Martin               |       |
|    |                                                                         | 42:37 |
|    |                                                                         |       |

### Edycja Deluxe
| 1.  | „Always in My Head”                                                     | 3:36  |
|     | - Guy Berryman, Jon Buckland, Will Champion, Chris Martin               |       |
| 2.  | „Magic”                                                                 | 4:45  |
|     | - Guy Berryman, Jon Buckland, Will Champion, Chris Martin               |       |
| 3.  | „Ink”                                                                   | 3:48  |
|     | - Guy Berryman, Jon Buckland, Will Champion, Chris Martin               |       |
| 4.  | „True Love”                                                             | 4:05  |
|     | - Guy Berryman, Jon Buckland, Will Champion, Chris Martin               |       |
| 5.  | „Midnight”                                                              | 4:54  |
|     | - Guy Berryman, Jon Buckland, Will Champion, Jon Hopkins, Chris Martin  |       |
| 6.  | „Another’s Arms”                                                        | 3:54  |
|     | - Guy Berryman, Jon Buckland, Will Champion, Chris Martin               |       |
| 7.  | „Oceans”                                                                | 5:21  |
|     | - Guy Berryman, Jon Buckland, Will Champion, Chris Martin               |       |
| 8.  | „A Sky Full of Stars”                                                   | 4:28  |
|     | - Tim Bergling, Guy Berryman, Jon Buckland, Will Champion, Chris Martin |       |
| 9.  | „O”                                                                     | 7:46  |
|     | - Guy Berryman, Jon Buckland, Will Champion, Chris Martin               |       |
| 10. | „All Your Friends”                                                      | 3:31  |
|     | - Guy Berryman, Jon Buckland, Will Champion, Chris Martin               |       |
| 11. | „Ghost Story”                                                           | 4:17  |
|     | - Guy Berryman, Jon Buckland, Will Champion, Chris Martin               |       |
| 12. | „O (Reprise)”                                                           | 1:37  |
|     | - Guy Berryman, Jon Buckland, Will Champion, Chris Martin               |       |
|     |                                                                         | 52:02 |
|     |                                                                         |       |

## Twórcy
- Opracowano na podstawie materiału źródłowego[53].

Coldplay
- Chris Martin – wokal, gitara akustyczna, fortepian, instrumenty klawiszowe, autor tekstów, producent muzyczny
- Jonny Buckland – gitara elektryczna, instrumenty klawiszowe, fortepian, gitara hawajska, autor tekstów, producent muzyczny
- Guy Berryman – gitara basowa, instrumenty klawiszowe
- Will Champion – perkusja, automat perkusyjny, wokal wspierający, autor tekstów, producent muzyczny

Produkcja muzyczna
- Paul Epworth – producent muzyczny
- Daniel Green – producent muzyczny, miksowanie
- Rik Simpson – producent muzyczny, miksowanie
- Jon Hopkins – producent muzyczny (utwór 5)
- Tim Bergling – producent muzyczny (utwór 8)
- Mark "Spike" Stent – miksowanie (utwory 1-6, 8 i 9)
- Geoff Swan – asystent miksowania (utwory 1-6, 8 i 9)
- Mike Dean – dodatkowy producent muzyczny
- Madeon – dodatkowy producent muzyczny
- Ted Jensen – inżynier masteringu
- Olga Fitzroy – inżynier dźwięku
- Matt Wiggins – inżynier dźwięku
- Jaime Sickora – inżynier dźwięku
- Chris Owens – inżynier dźwięku
- Joe Visciano – inżynier dźwięku
- Tom Bailey – asystent inżyniera
- Fiona Cruickshank – asystent inżyniera
- Nicolas Essig – asystent inżyniera
- Jeff Gartenbaum – asystent inżyniera
- Christian Green – asystent inżyniera
- Joseph Hartwell Jones – asystent inżyniera
- Pablo Hernandez – asystent inżyniera
- Neil Lambert – asystent inżyniera
- Matt McGinn – asystent inżyniera
- Adam Miller – asystent inżyniera
- Roxy Pope – asystent inżyniera
- John Prestage – asystent inżyniera
- Bill Rahko – asystent inżyniera
- Kyle Stevens – asystent inżyniera
- Dave Holmes – menedżer

 Dział artystyczny
- Mila Fürstová – projekt oprawy graficznej
- Tappin Gofton – design, dyrektor artystyczny
- Phil Harvey – fotografia

 Dodatkowi muzycy
- Timbaland – perkusja (utwór 4)
- Apple Martin – wokal wspierający (utwór 9)
- Moses Martin – wokal wspierający (utwór 9)
- Mabel Krichefski – wokal wspierający (utwór 9)
- John Metcalfe – aranżacja instrumentów smyczkowych, dyrygent
- Davide Rossi – instrumenty smyczkowe, aranżacja
- Tim Bergling – instrumenty klawiszowe (utwór 8)

## Pozycje na listach
| Notowania (2014)                                       | Najwyższa pozycja |
| ------------------------------------------------------ | ----------------- |
| Australia (Albums Top 50)                              | 1                 |
| Austria (Albums Top 75)                                | 2                 |
| Belgia (Ultratop Flanders)                             | 1                 |
| Belgia (Ultratop Wallonia)                             | 1                 |
| Dania (Albums Top 40)                                  | 1                 |
| Finlandia (Albums Top 50)                              | 1                 |
| Francja (Albums Top 150)                               | 1                 |
| Hiszpania (Albums Top 100)                             | 1                 |
| Holandia (Albums Top 100)                              | 2                 |
| Irlandia (Albums Top 100)                              | 1                 |
| Norwegia (Albums Top 40)                               | 1                 |
| Nowa Zelandia (Albums Top 40)                          | 1                 |
| Polska (Albums Top 50)                                 | 1                 |
| Portugalia (Albums Top 30)                             | 1                 |
| Szwajcaria (Albums Top 100)                            | 1                 |
| Szwecja (Albums Top 60)                                | 1                 |
| Wielka Brytania (Albums Top 75)                        | 1                 |
| Stany Zjednoczone (Albums Top 100)                     | 1                 |
| Stany Zjednoczone (Top Canadian Albums)                | 1                 |
| Stany Zjednoczone (Top Digital Albums)                 | 1                 |
| Stany Zjednoczone (Top Modern Rock/Alternative Albums) | 1                 |
| Stany Zjednoczone (Top Rock Albums)                    | 1                 |

## Certyfikaty i sprzedaż
| Kraj                      | Certyfikat         | Sprzedaż   |
| ------------------------- | ------------------ | ---------- |
| Australia (ARIA)          | 2x platynowa płyta | 140 000+   |
| Austria (IFPI Austria)    | platynowa płyta    | 15 000+    |
| Belgia (BEA)              | platynowa płyta    | 30 000+    |
| Dania (IFPI Danmark)      | platynowa płyta    | 20 000+    |
| Francja (SNEP)            | 3x platynowa płyta | 300 000+   |
| Hiszpania (Promusicae)    | złota płyta        | 20 000+    |
| Kanada (MC)               | 2x platynowa płyta | 160 000+   |
| Meksyk (AMPROFON)         | złota płyta        | 30 000+    |
| Niemcy (BVMI)             | 3x złota płyta     | 300 000+   |
| Nowa Zelandia (RMNZ)      | złota płyta        | 7 500+     |
| Polska (ZPAV)             | 2x platynowa płyta | 40 000+    |
| Portugalia (AFP)          | złota płyta        | 7 500+     |
| Singapur (RIAS)           | platynowa płyta    | 10 000+    |
| Stany Zjednoczone (RIAA)  | 2x platynowa płyta | 2 000 000+ |
| Szwajcaria (IFPI Schweiz) | 2x platynowa płyta | 40 000+    |
| Węgry (MAHASZ)            | 2x platynowa płyta | 4 000+     |
| Wielka Brytania (BPI)     | 2x platynowa płyta | 600 000+   |
| Włochy (FIMI)             | 3x platynowa płyta | 150 000+   |

## Historia wydania
| Państwo           | Data         | Wytwórnia        | Format                 | Źródło                  |
| ----------------- | ------------ | ---------------- | ---------------------- | ----------------------- |
| Australia         | 16 maja 2014 | Parlophone       | digital download       | [ 91 ]                  |
| Austria           | 16 maja 2014 | Parlophone       | CD digital download    | [ 92 ] [ 93 ]           |
| Belgia            | 16 maja 2014 | Parlophone       | digital download       | [ 94 ]                  |
| Finlandia         | 16 maja 2014 | Parlophone       | digital download       | [ 95 ]                  |
| Holandia          | 16 maja 2014 | Parlophone       | CD digital download    | [ 96 ] [ 97 ]           |
| Indie             | 16 maja 2014 | Parlophone       | digital download       | [ 98 ]                  |
| Irlandia          | 16 maja 2014 | Parlophone       | digital download       | [ 99 ]                  |
| Niemcy            | 16 maja 2014 | Parlophone       | CD digital download    | [ 92 ] [ 100 ]          |
| Nowa Zelandia     | 16 maja 2014 | Parlophone       | digital download       | [ 101 ]                 |
| Francja           | 19 maja 2014 | Parlophone       | CD digital download    | [ 102 ] [ 103 ]         |
| Grecja            | 19 maja 2014 | Parlophone       | digital download       | [ 104 ]                 |
| Kanada            | 19 maja 2014 | Atlantic Records | CD LP digital download | [ 105 ] [ 106 ]         |
| Meksyk            | 19 maja 2014 | Parlophone       | CD LP                  | [ 107 ] [ 108 ]         |
| Polska            | 19 maja 2014 | Warner Music     | CD LP digital download | [ 109 ] [ 110 ] [ 111 ] |
| Wielka Brytania   | 19 maja 2014 | Parlophone       | CD LP digital download | [ 112 ] [ 113 ] [ 114 ] |
| Stany Zjednoczone | 19 maja 2014 | Atlantic Records | CD LP digital download | [ 115 ] [ 116 ] [ 117 ] |
| Brazylia          | 20 maja 2014 | Parlophone       | digital download       | [ 118 ]                 |
| Hiszpania         | 20 maja 2014 | Parlophone       | CD LP digital download | [ 119 ] [ 120 ] [ 118 ] |
| Włochy            | 20 maja 2014 | Parlophone       | CD LP digital download | [ 121 ] [ 122 ] [ 123 ] |
| Japonia           | 21 maja 2014 | Parlophone       | CD                     | [ 124 ]                 |
| Edycja Deluxe     |              |                  |                        |                         |
| Włochy            | 19 maja 2014 | Atlantic Records | CD                     | [ 50 ]                  |
| Stany Zjednoczone | 19 maja 2014 | Atlantic Records | CD                     | [ 125 ]                 |